# Ноель Гульємі
Ноель Альберт Гульємі (англ. Noel Gugliemi; 15 жовтня 1970, Санта-Моніка, Каліфорнія, США) — американський актор. Найбільш відомий за ролями південно-каліфорнійський бандитів.

## Життя і кар'єра
Гульємі має італійське та мексиканське походження. Його покинули батьки, тож він став бездомним і вступив у кримінальне життя.

У 2001 році Ноель зіграв Гектора у фільмі «Форсаж», що підштовхнуло його кар'єру. Він повторив свою роль у «Форсаж 7» та у кліпі «Fast & Furious».

Гульємі є християнином і регулярно виступає з мотиваційними промовами в церквах, школах та на підприємствах. Хоча він часто грає бандитів, Гульємі розмовляє з молодими людьми, щоб сказати їм не вступати в стосунки з бандитами.

### Фільмографія
| Рік       | Назва українською                     | Назва англійською                         | Роль                           |
| --------- | ------------------------------------- | ----------------------------------------- | ------------------------------ |
| 1999      |                                       | Get Real (American TV series)             | Френк Ортес                    |
| 2000      | Ціна Слави                            | Price of Glory                            | Ангел                          |
| 2000      | Цілком таємно                         | Контрольний постріл                       | перший гангстер                |
| 2001      | Гетто-рапсодія                        | Ghetto Rhapsody                           | Френк Ортес                    |
| 2001      | Тварина                               | The Animal                                | Керівник банди                 |
| 2001      | Вбивства Барріо                       | The Barrio Murders                        | Джонні                         |
| 2001      | Баффі — переможниця вампірів          | Buffy the Vampire Slayer                  | Вінс                           |
| 2001      | Форсаж                                | The Fast and the Furious                  | Гектор                         |
| 2001      | Тренувальний день                     | Training Day                              | Морено                         |
| 2001      | Цілком таємно                         | The X-Files                               | Gangbanger # 1                 |
| 2001-2003 | Гангстерський удар                    | The Gangster Hit                          |                                |
| 2002      | Без сліду                             | Without a Trace                           | Чіко                           |
| 2003      |                                       | Masked and Anonymous                      | Ув'язнений                     |
| 2003      | Найбільш розшукуваний Малібу          | Malibu's Most Wanted                      | Нюхальний                      |
| 2003      | Подвійний клинок                      | Double Blade                              | Джокер                         |
| 2003      | Національна безпека                   | National Security                         | Латиноамериканський засуджений |
| 2003      | S.W.A.T.                              | S.W.A.T.                                  | Латиноамериканський бандит     |
| 2003      | Брюс Всемогутній                      | Bruce Almighty                            | Капюшон                        |
| 2003      | Ель-Матадор                           | Matador (Los Fabulosos Cadillacs song)    | Бандит                         |
| 2004      |                                       | Party Animalz                             | Роберт                         |
| 2004      | Найкращий працівник місяця            | Employee of the Month                     | Курка                          |
| 2005      | C.S.I.: Місце злочину Маямі           | CSI: Miami                                | Ріко Домінгуес                 |
| 2005      | Цукеркова фарба                       | Candy Paint                               | Пако                           |
| 2005      | Качка                                 | Duck                                      | Володар Сміття                 |
| 2006      | Круті часи                            | Harsh Times                               | Флако                          |
| 2006      | Сім мумій                             | Seven Mummies                             | Сантос                         |
| 2006      | Богородиця Хуарес                     | The Virgin of Juarez                      | Джіо                           |
| 2006      | Адреналін                             | Crank                                     |                                |
| 2003      | Осколок                               | Splinter                                  |                                |
| 2006      | Закон Джека (Помста)                  | Jack's Law (Vengeance)                    | Діабло                         |
| 2006      | Банди мертвих                         | Gangs of the Dead                         | Цезар                          |
| 2006      | Школа негідників                      | School for Scoundrels                     | Хлопець в метро                |
| 2006      |                                       | Hood of Horror                            |                                |
| 2007      | Якби я знав, я був генієм             | If I Had Known I Was a Genius             | Ангел                          |
| 2003      |                                       | Get Pony Boy                              | Великий Діно                   |
| 2007      | Список останніх бажань                | The Bucket List                           | Механік                        |
| 2007      | Ваннабес                              | Wannabes                                  | G-Man                          |
| 2008      |                                       | The Ode                                   |                                |
| 2008      | Готель Каліфорнія                     | Hotel California                          | Чіно                           |
| 2008      | Королі вулиць                         | Street Kings                              | Квікс                          |
| 2009      | 11:11                                 | 11:11                                     | Гектор                         |
| 2009      | Червоні піски                         | Red Sands                                 | Хорхе Уорделл                  |
| 2009      |                                       | Basement Jack                             | Детектив Джин Андерсон         |
| 2009      | Неправильний поворот на Тахо          | Wrong Turn at Tahoe                       | Френкі Тахо                    |
| 2009      | Соліст                                | The Soloist                               | Механік                        |
| 2010      | Наше сімейне весілля                  | Our Family Wedding                        | Раймонд Мата                   |
| 2010      | Шоу Клівленда                         | The Cleveland Show                        | Lay-Z (голос)                  |
| 2010      | Ходячі мерці                          | The Walking Dead (TV series)              | Феліпе                         |
| 2011      | Фред 2: Ніч живого Фреда              | Fred 2: Night of the Living Fred          | Деламар                        |
| 2011      | Платинові ілюзії                      | Platinum Illusions                        | Рубін                          |
| 2011      | Відкат                                | Recoil                                    | Рекс Сальгадо                  |
| 2012      | За любов до грошей                    | For the Love of Money                     | Рамон                          |
| 2012      | Темний лицар повертається             | The Dark Knight Rises                     | Колишній в’язень на річці      |
| 2012      | Диявол у подробицях                   | The Devil's in the Details                | Гуццо                          |
| 2012      | Філі Браун                            | Filly Brown                               | Великий Сі                     |
| 2012      | Безвихідна ситуація                   | Small Apartments                          | Собака Уокер                   |
| 2012      | Викрадені душі                        | Kidnapped Souls                           | Детектив Міллер                |
| 2013      | Кафе Надія                            | Hope Cafe                                 | Гектор                         |
| 2013      | Сила виконання                        | Force of Execution                        | Сальватор                      |
| 2013      | Венделл і Вінні                       | Wendell & Vinnie                          | Тодд                           |
| 2013      |                                       | Enter the Dangerous Mind                  | Детектив Салінас               |
| 2014      | Піца Джойнт                           | The Pizza Joint                           | Плайя Плайя                    |
| 2014      | Чистка: Анархія                       | The Purge: Anarchy                        | Дієго                          |
| 2014      | Роздрібна торгівля                    | Retail                                    | Гектор                         |
| 2015      | Форсаж 7                              | Furious 7                                 | Гектор                         |
| 2015      |                                       | Fresh Off the Boat                        | Гектор                         |
| 2016      | Кишеньковий лістинг                   | Pocket Listing                            | Ель-Каброн                     |
| 2016      |                                       | Varsity Punks                             | Тренер Крус                    |
| 2016      | Щоденники бдильності                  | Vigilante Diaries                         | Нерон                          |
| 2016      | Лоурайдери                            | Lowriders                                 | Ангел                          |
| 2017      | Каліфорнійські мрії: Втеча з Енсенади | California Dreaming: Escape from Ensenada | Рауль                          |
| 2017      | Папа Римський                         | Pope                                      | Великий тато                   |
| 2017      | Тренувальний день                     | Training Day                              | Морено                         |
| 2017      | Мудрість натовпу                      | Wisdom of the Crowd                       | Флако                          |
| 2017      | Поліція Чикаго                        | Chicago P.D.                              | Чіко                           |
| 2017      | Розумник                              | Smartass                                  | Хосе                           |
| 2017      | Скайлайн 2                            | Beyond Skyline                            | Джастін                        |
| 2018      | Затягнуте по бетону                   | Dragged Across Concrete                   | Васкес                         |
| 2018      | Майя MC                               | Mayans M.C.                               | Луї                            |
| 2018      | Наркокур'єр                           | The Mule                                  | Лисий Роб                      |
| 2019      | Лазар                                 | Lazarus                                   | Юпітер                         |
| 2020      | Заступник                             | Deputy                                    | Денні Флорес                   |
| 2023      | Зломник                               | The Locksmith                             | детектив Перес                 |